# BSV 90 Brand-Erbisdorf
BSV 90 Brand-Erbisdorf was een Duitse voetbalclub uit Brand-Erbisdorf, Saksen.

## Geschiedenis
De club werd in 1951 opgericht als BSG Motor Brand-Langenau. De club ging een jaar later al spelen in de nieuwe derde klasse, de Bezirksliga Karl-Marx-Stadt. De club eindigde meestal vooraan en na een derde plaats achter Wismut Plauen en Aktivist Zwickau promoveerde de club naar de II. DDR-Liga, die van twee naar vijf reeksen ging.
Hier speelde de club tot 1963 toen de competitie weer ontbonden werd. Beste plaats was in 1960 toen de club derde werd. Hierna speelde de club met korte onderbrekingen tot 1981 in de Bezirksliga. Motor werd verschillende keren kampioen maar kon in de eindronde om promotie niet doorstoten naar de DDR-Liga.
Na de Duitse hereniging werd het BSG-systeem opgeheven en werd de club BSV 90 Brand-Erbisdorf. In 1991 fuseerde de club met Narva Brand-Erbisdorf en Traktor Brand-Erbisdorf tot SSV 91 Brand-Erbisdorf.